# والتر ماير (عالم رياضيات)
والتر ماير (بالألمانية: Walther Mayer)‏ هو رياضياتي نمساوي، ولد في 1887 في غراتس في النمسا، وتوفي في 1948 في برينستون في الولايات المتحدة.